# Chiesa di San Barnaba de Porta
La chiesa di San Barnaba de Porta era una chiesa di Roma poco conosciuta, costruita accanto al lato interno della porta Maggiore, in quella che oggi è la piazza di Porta Maggiore, nel rione Esquilino. Costruita forse in epoca medievale, fu demolita nel XIX secolo, quando la porta fu liberata dalle costruzioni successive. Era dedicata a san Barnaba.

## Storia

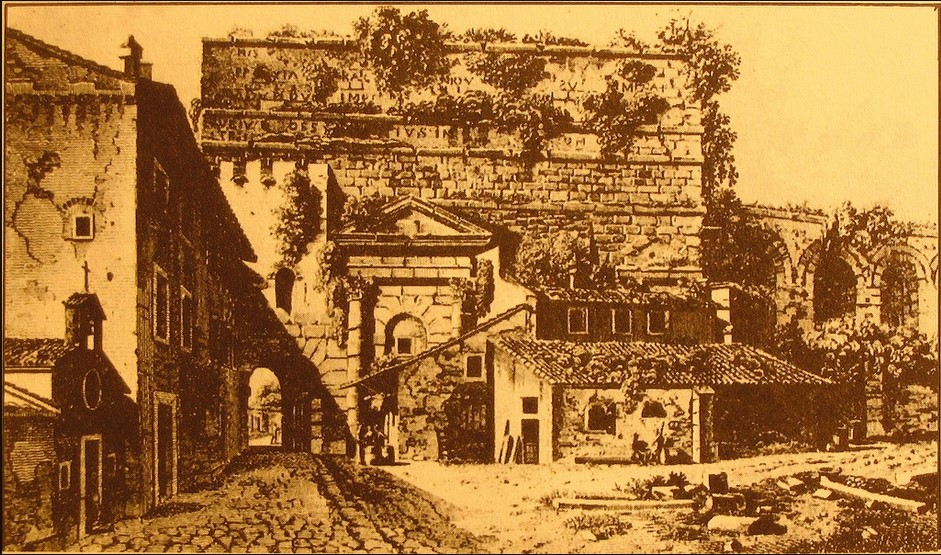
La prima incisione di Luigi Rossini (del 1825 circa), che raffigura la chiesa di lato, a sinistra

Dalla storia quasi sconosciuta, questa chiesa appare in tre incisioni dei secoli XVIII e XIX. La prima è di Giovanni Battista Piranesi, del 1784, e mostra un piccolo edificio rettangolare con un piccolo accesso quasi autonomo sulla sinistra. La facciata possiede una sola porta fiancheggiata da due finestre verticali e rettangolari con delle modanature barocche, che occupano tutta la larghezza della facciata su ciascun lato. Sopra la porta si trova un ovale (cartouche) della stessa larghezza del portale e nel frontone c'è un oculo (o tondo). Nella parte superiore del frontone c'era un timpano più piccolo che ospita una singola campana e con una croce sulla sommità.
La seconda e la terza incisione, rispettivamente del 1825 e del 1850, sono di Luigi Rossini e mostrano lo stesso edificio di lato.
Secondo Mariano Armellini (1891), nessuno dei cataloghi antichi cita questa chiesa, eccetto per il catalogo di Torino dei secolo XIV, nel quale era chiamata ecclesia sancti Barnabae de Porta. Da questo documento si sa che esisteva in epoca medievale, che si trovava vicino alla porta Maggiore, e perciò era chiamata "San Barnaba de Porta", e che era servita da un solo sacerdote. Anche i Mirabilia Urbis Romae del XV secolo (codice Vaticano 6898) citano brevemente questo luogo.

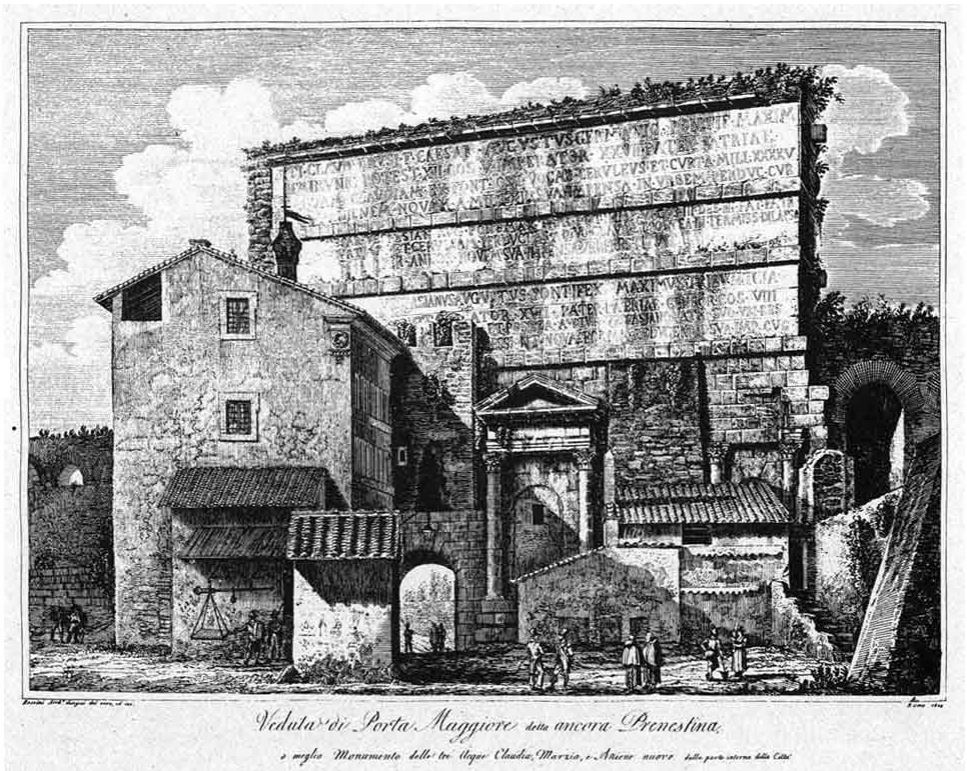
La chiesa (a sinistra) nella seconda incisione di Rossini, del 1850

Prima del XIX secolo, la porta Maggiore e le strutture circostanti erano isolate dalla città vera e propria. Le incisioni mostrano una terrazza di due case con tre piani sul lato sinistro esterno del portale e una cascina nel lato destro. All'epoca, solo uno dei due archi stretti della porta era aperto per passarvici. La cappella era annessa alla fine di questa terrazza e probabilmente serviva la popolazione locale e le guardie della porta.
Nel 1838 il papa Gregorio XVI ordinò che la porta venisse liberata da tutte le aggiunte postantiche, pertanto si potrebbe pensare che la cappella sia stata distrutta in questa data. Tuttavia, Rossini pubblicò una seconda incisione nel 1850 che mostra la cappella ancora in piedi, ma senza il piccolo timpano con la campana sulla sommità, il che potrebbe significare che a questa data era già sconsacrata. Comunque sia, il luogo scomparve prima del 1870. Decenni dopo, ad assumere il titolo di questa chiesuola scomparsa sarà la nuova chiesa di San Barnaba nel quartiere Prenestino-Labicano, consacrata nel 1957.
La posizione esatta è segnata dal binario tranviario sull'altro lato dell'area verde della porta Maggiore nel lato della città, appena a nord del triangolo formato dai binari.